# CEMAC Cup 2003
De CEMAC Cup 2003 was de eerste editie van de CEMAC Cup. Eerder was dit toernooi bekend als het UDEAC kampioenschap. De CEMAC Cup is een toernooi voor landen uit Centraal-Afrika, die aangesloten zijn bij de CEMAC. Het eerste toernooi stond eerst gepland voor 2002 in de Centraal-Afrikaanse Republiek, maar het gecanceld en naar 2003 verschoven. Het toernooi werd uiteindelijk gehouden in Congo-Brazzaville. Het werd gewonnen door Kameroen, in de finale versloegen zij de Centraal Afrikaanse Republiek met 3–2. Congo-Brazzaville werd derde. De topscorer werd Armel Koroko met 5 doelpunten.

## Deelnemers
Aan het toernooi deden vier teams mee, verdeeld over twee groepen (twee in groep A en twee in groep B). Alle vier de teams gaan door naar de volgende ronde (halve finale). De winnaars van de halve finales gingen naar de finale, de verliezers speelden om de derde en vierde plaats.

## Groepsfase

### Groep A
| Team              | pnt.           | GS             | W              | G              | V              | GV             | GT             |
| ----------------- | -------------- | -------------- | -------------- | -------------- | -------------- | -------------- | -------------- |
| Congo-Brazzaville | 4              | 2              | 1              | 1              | 0              | 4              | 3              |
| Gabon             | 1              | 2              | 0              | 1              | 1              | 3              | 4              |
| Tsjaad            | Teruggetrokken | Teruggetrokken | Teruggetrokken | Teruggetrokken | Teruggetrokken | Teruggetrokken | Teruggetrokken |

|                                    |                                                      |       |                                     |                                                                             |
| 5 december 2003 «onderlinge duels» | Congo-Brazzaville                                    | 3 – 2 | Gabon                               | Centre sportif Alphonse Massamba-Débat, Brazzaville Scheidsrechter: Tsoumba |
| 5 december 2003 «onderlinge duels» | Roméo Ayessa 25' Bhebey Ndey 56' Sidoine Beaulia 67' |       | Zué Nguema 40' Dimitri Edou Zue 63' | Centre sportif Alphonse Massamba-Débat, Brazzaville Scheidsrechter: Tsoumba |

|                                    |       |       |                   |                                                     |
| 9 december 2003 «onderlinge duels» | Gabon | 1 – 1 | Congo-Brazzaville | Centre sportif Alphonse Massamba-Débat, Brazzaville |
| 9 december 2003 «onderlinge duels» | ? 83' |       | Roméo Ayessa 56'  | Centre sportif Alphonse Massamba-Débat, Brazzaville |

### Groep B
| Team                          | pnt.           | GS             | W              | G              | V              | GV             | GT             |                |
| ----------------------------- | -------------- | -------------- | -------------- | -------------- | -------------- | -------------- | -------------- | -------------- |
| Centraal-Afrikaanse Republiek | 4              | 2              | 1              | 1              | 0              | 3              | 2              |                |
| Kameroen                      | 1              | 2              | 0              | 1              | 1              | 2              | 3              |                |
| Equatoriaal-Guinea            | Teruggetrokken | Teruggetrokken | Teruggetrokken | Teruggetrokken | Teruggetrokken | Teruggetrokken | Teruggetrokken | Teruggetrokken |

|                                    |                     |       |                               |                                                     |
| 7 december 2003 «onderlinge duels» | Kameroen            | 2 – 2 | Centraal-Afrikaanse Republiek | Centre sportif Alphonse Massamba-Débat, Brazzaville |
| 7 december 2003 «onderlinge duels» | Elvis Mokake 60', ? |       | ?                             | Centre sportif Alphonse Massamba-Débat, Brazzaville |

|                                    |                               |       |          |                                                     |
| 9 december 2003 «onderlinge duels» | Centraal-Afrikaanse Republiek | 1 – 0 | Kameroen | Centre sportif Alphonse Massamba-Débat, Brazzaville |
| 9 december 2003 «onderlinge duels» | Boris Sandjo (Boroko?) 83'    |       |          | Centre sportif Alphonse Massamba-Débat, Brazzaville |

## Knock-outfase
|  | halve finale                  | halve finale                  |   |                           | finale                    | finale |
|  |                               |                               |   |                           |                           |        |
|  | 11 december – Brazzaville     |                               |   |                           |                           |        |
|  | Congo-Brazzaville             | 0                             |   |                           |                           |        |
|  | Kameroen                      | 2                             |   |                           |                           |        |
|  |                               |                               |   |                           |                           |        |
|  |                               |                               |   |                           | 13 december – Brazzaville |        |
|  |                               |                               |   |                           | Kameroen                  | 3      |
|  |                               | Centraal-Afrikaanse Republiek | 2 |                           |                           |        |
|  |                               |                               |   |                           |                           |        |
|  |                               |                               |   |                           | derde plaats              |        |
|  | 11 december – Brazzaville     | 11 december – Brazzaville     |   | 13 december – Brazzaville | 13 december – Brazzaville |        |
|  | Centraal-Afrikaanse Republiek | 2                             |   | Congo-Brazzaville         | 1                         |        |
|  | Gabon                         | 0                             |   |                           | Gabon                     | 0      |

### Halve finales
|                                     |                   |                                              |          |                                                                                    |
| 11 december 2003 «onderlinge duels» | Congo-Brazzaville | 0 – 2                                        | Kameroen | Centre sportif Alphonse Massamba-Débat, Brazzaville Scheidsrechter: Mbera Youssouf |
| 11 december 2003 «onderlinge duels» |                   | Georges Nnomo Ambassa 45' Narcisse Abada 90' |          | Centre sportif Alphonse Massamba-Débat, Brazzaville Scheidsrechter: Mbera Youssouf |

|                                     |                               |       |       |                                                     |
| 11 december 2003 «onderlinge duels» | Centraal-Afrikaanse Republiek | 2 – 0 | Gabon | Centre sportif Alphonse Massamba-Débat, Brazzaville |
| 11 december 2003 «onderlinge duels» | ?                             |       |       | Centre sportif Alphonse Massamba-Débat, Brazzaville |

### Troostfinale
|                                     |                   |       |       |                                                     |
| 13 december 2003 «onderlinge duels» | Congo-Brazzaville | 1 – 0 | Gabon | Centre sportif Alphonse Massamba-Débat, Brazzaville |
| 13 december 2003 «onderlinge duels» | ?                 |       |       | Centre sportif Alphonse Massamba-Débat, Brazzaville |

### Finale
|                                     |                                                              |       |                                |                                 |
| 13 december 2003 «onderlinge duels» | Kameroen                                                     | 3 – 2 | Centraal-Afrikaanse Republiek  | Scheidsrechter: Serge Bantsimba |
| 13 december 2003 «onderlinge duels» | Vital Mevengue 16' (pen.) Marcus Mokake 69' Elvis Mokake 78' |       | Armel Oroko 63' Cyr Destin 74' | Scheidsrechter: Serge Bantsimba |

| Winnaar CEMAC Cup 2003 |
| ---------------------- |
|                        |
| Kameroen 1e titel      |